# Eleni Theocharous
Eleni Theocharous (Grieks: Ελένη Θεοχάρους) (Limasol, 24 juni 1953) is een Cypriotisch politica.

## Biografie
Theocharous studeerde geneeskunde en filosofie aan de Aristoteles-universiteit van Thessaloniki. In 1991 studeerde ze voor pediatrische geneeskunde aan de Democritus Universiteit van Thracië. Van 1992 tot 2001 was zij werkzaam als arts in het ziekenhuis Makarios III in Nicosia. Van 2001 tot 2009 was Theocharous afgevaardigde in het Huis van Afgevaardigden voor de partij Dimokratikos Synagermos. Theocharous is sinds 2009 lid van het Europees Parlement. Naast haar werk als arts, universitair docent en politicus, publiceerde ze als auteur verschillende gedichten en korte verhalen in diverse literaire tijdschriften, waarvoor ze diverse prijzen won. Theocharous is getrouwd met Louis Kariolou en heeft een kind.